# Банда (прізвище)
Банда — замбійське прізвище. Відомі носії:

## Мистецтво та розваги
- Банда Канакалінгешвара Рао (1907–1968), індійський актор театру
- Люціус Банда (нар. 1970), малавійський музикант і політик

## Військові
- Абдаллах Банда (нар. 1963), суданський воєкомандувач
- Банда Сінґх Бахадур (1670–1716), сикхський воєначальник

- Алеке Банда (1939–2010), малавійський політик
- Банда Картика Редді (нар. 1977), індійський політик
- Чімунту Банда, малавійський політик
- Етта Банда, міністр закордонних справ Малаві
- Гастингс Банда (1898–1997), колишній президент Малаві
- Джойс Банда (нар. 1950), президент Малаві
- М. Д. Банда (нар. 1914), шрі-ланкійський політик
- Майкл Банда (1930–2014), британсько-ланкійський троцькіст
- Рупія Банда (1937–2022), президент Замбії

## Спортсмени
- Ентоні Банда (нар. 1993) — американський бейсболіст
- Карлос Банда (нар. 1978), чилійсько-шведський футбольний тренер
- Чіконді Банда (1979–2013), малавійський футболіст
- Крістофер Джон Банда (1974–2009), малавійський футболіст
- Даві Банда (нар. 1983), малавійський футболіст
- Денніс Банда (нар. 1988), замбійський футбольний воротар
- Елізет Банда (нар. 1988), замбійська бігунка
- Ґіфт Банда (нар. 1969), зімбабвійський футбольний адміністратор
- Гілберт Банда (нар. 1983), зімбабвійський футболіст
- Джейкоб Банда (нар. 1988), замбійський футболіст
- Кумбулані Банда (нар. 1989), зімбабвійський футболіст
- Льюїс Банда (нар. 1982), зімбабвійський спринтер
- Патрік Банда (1974–1993), замбійський футболіст
- Пітер Банда (нар. 2000), малавійський футболіст
- Річард Банда, малавійський юрист і спортсмен
- Сеад Банда (нар. 1990), чорногорський футболіст

## Інші люди
- Боббі Банда (1947–2013), американський лідер Хуаньо
- Гонгалегода Банда (1809–1849), лідер повстання на Шрі-Ланці
- Сіва Субрахманьям Банда, індійсько-американський аерокосмічний інженер
- Сільвія Банда, замбійський ресторатор